# Master of the Rolls
Master of the Rolls ist nach dem Lord Chief Justice of England and Wales das zweithöchste Richteramt im englischen Rechtssystem. Der Master of the Rolls sitzt dem Zivilsenat des Berufungsgerichtshofs von England und Wales vor. Ihm obliegt auch die Zulassung von Anwälten am Obersten Gerichtshof des Vereinigten Königreichs.

## Geschichte und Etymologie
Die erste Erwähnung eines Master of Rolls datiert von 1286, auch wenn vermutet wird, dass es das Amt schon zuvor gab. Bis zur Ernennung Thomas Cromwells im Jahr 1534 wurde das Amt stets von Klerikern ausgeübt. Der 98. und aktuelle Amtsinhaber ist Geoffrey Vos.
Als leitender Beamter der Lordkanzlei war der Master of the Rolls dafür zuständig, die wichtigste Korrespondenz des Königs sowie die Akten und Urkunden des Court of Chancery zu verwahren. Der ungewöhnliche Titel leitet sich von den Pergamentrollen her, auf denen bis heute die Urschriften aller britischen Gesetze festgehalten werden.

## Ernennung
Die Ernennung des Master of the Rolls oblag früher dem König von England. Vor Amtsantritt hatte der jeweilige Kandidat, sofern sich der König in London aufhielt, einen Amtseid in der Westminster Hall abzulegen. Zwar hat die Ernennung durch den König bis heute Bestand, dies allerdings rein formal. Der Vorschlag kommt heute von einer Kommission, die sich aus dem Präsidenten des Obersten Gerichtshofs des Vereinigten Königreichs als Vorsitzendem, dem Lord Chief Justice und dem Vorsitzenden der Judicial Appointments Commission zusammensetzt. Diese unterbreitet dem Lordkanzler einen Vorschlag, den er dann entweder annehmen oder ablehnen kann. Als Master of the Rolls kann nur ernannt werden, wer die Voraussetzungen zur Berufung als Lord Justice of Appeal oder Richter am Court of Appeal erfüllt, also die Zulassung als Barrister oder Solicitor vorweisen kann und über mindestens sieben Jahre Berufserfahrung verfügt.

## Aufgaben
In seiner Stellung als Leiter der Lordkanzlei war der Master of the Rolls neben der Verwahrung von Schriftstücken und Akten in Abwesenheit des Lord Keeper of the Great Seal auch für die Aufbewahrung des Großsiegels von England zuständig. Mit dem Rolls Estate Act von 1837 wurde dem Master of the Rolls die Leitung des Public Record Office übertragen. Mit der Zeit übernahm er, in enger Zusammenarbeit mit dem Lordkanzler, auch richterliche Aufgaben. So nahm John Frank während einer Reise des Lordkanzlers nach Frankreich dessen gerichtliche Aufgaben wahr. 1496 wurde die Stellung des Master of the Rolls als Richter zum ersten Mal gesetzlich festgeschrieben und festgelegt, dass er für Beschwerden wegen Meineids zuständig sein sollte. Solange der Master of the Rolls jedoch als Stellvertreter des Lordkanzlers tätig wurde, konnte er keine abschließenden Urteile sprechen; sämtliche Urteile, die in Abwesenheit des Lordkanzlers ergingen, musste dieser bestätigen. Mit den Judicature Acts von 1875 und 1881 sowie dem Appellate Jurisdiction Act 1876 wurde der Master of the Rolls zum Präsidenten des Court of Appeal. Obwohl mit dem zunehmenden Einfluss des Master of the Rolls im Bereich der Rechtsprechung, die Aufgaben im Zusammenhang mit der Aufbewahrung von Dokumenten nach und nach an seine Stellvertreter übergingen, wurde ihm 1837 die Leitung des Nationalarchivs übertragen. Bis 2003 führte er den Vorsitz der 1869 eingesetzten Royal Commission on Historical Manuscripts und des Advisory Council on Public Records.

## Sitz
Ursprünglich reiste der Master of the Rolls als Teil des Court of Chancery mit dem Hof des Königs. Doch schon unter Edward I. nahmen die vom Master of the Rolls wahrzunehmenden Aufgaben ein Ausmaß an, das nach einer ortsgebundenen Schreibstube verlangte. Zunächst war das Büro des Master of the Rolls im Domus Conversorum, einem Wohnheim für zum Christentum konvertierte Juden in der Chancery Lane untergebracht. Um 1520 war das Büro im sogenannten Harflu Inn, südlich der Carey Street untergebracht. Die Aufzeichnungen des Court of Chancery wurden im Laufe der Jahrhunderte an verschiedensten Plätzen inner- und außerhalb Londons aufbewahrt. Ende des 12. Jahrhunderts befanden sie sich in der Temple Church, 1337 – in der Amtszeit von John de St. Paul, wurden sie im Tower of London und in der Abbey of St Mary in York aufbewahrt. 1838 wurde das Public Record Office gegründet, das im Gebäude der heutigen Maughan Library, der Hauptbibliothek des King’s College seinen Sitz hatte. 2003 wurde das Public Record Office aufgelöst und mit der Royal Commission on Historical Manuscripts zum britischen Nationalarchiv zusammengeführt. Als Präsident der Zivilkammer des Court of Appeal hat der heutige Master of the Rolls sein Büro in den Royal Courts of Justice in London.

## Liste der bisherigen Amtsträger
| Nr. | Name                                                 | Lebensdaten     | Amtszeit  |
| --- | ---------------------------------------------------- | --------------- | --------- |
| 1   | John Langton                                         | vor 1286–1337   | 1286–1295 |
| 2   | Adam Osgodby                                         | vor 1286–1316   | 1295–1316 |
| 3   | William Airmyn                                       | ??–1336         | 1316–1324 |
| 4   | Richard Airmyn                                       | um 1290–um 1340 | 1324–1325 |
| 5   | Henry Cliffe                                         | um 1280–1334    | 1325–1333 |
| 6   | Michael Wrath                                        | ??–??           | 1334–1337 |
| 7   | John de St Paul                                      | ca. 1295–1362   | 1337–1341 |
| 8   | Thomas Evesham                                       | ??–??           | 1341      |
| 9   | John of Thoresby                                     | ??–1373         | 1341–1346 |
| 10  | David Wollore                                        | ??–??           | 1346–1371 |
| 11  | William Burstall                                     | ??–??           | 1371–1381 |
| 12  | John Waltham                                         | ??–1395         | 1381–1386 |
| 13  | John Burton                                          | ??–??           | 1386–1394 |
| 14  | John Scarle                                          | ??–??           | 1394–1397 |
| 15  | Thomas Stanley                                       | ??–??           | 1397–1402 |
| 16  | Nicholas Bubwith                                     | ca. 1355–1424   | 1402–1405 |
| 17  | John Wakering                                        | ??–1425         | 1405–1415 |
| 18  | Simon Gauntsede                                      | ??–??           | 1415–1423 |
| 19  | John Frank                                           | ??–??           | 1423–1438 |
| 20  | John Stopyndon                                       | ??–??           | 1438–1447 |
| 21  | John Kirkeby                                         | ??–??           | 1447–1461 |
| 22  | Robert Kirkeham                                      | ??–??           | 1461–1471 |
| 23  | William Morland                                      | ??–??           | 1471      |
| 24  | John Alcock                                          | um 1430–1500    | 1471–1472 |
| 25  | John Morton                                          | 1420–1500       | 1472–1479 |
| 26  | Robert Morton                                        | 1435–1497       | 1479–1483 |
| 27  | Thomas Barowe                                        | ??–um 1497      | 1483–1485 |
| 28  | Robert Morton                                        | 1435–1497       | 1485–1487 |
| 29  | David William                                        | ??–??           | 1487–1492 |
| 30  | John Blythe                                          | um 1450–1499    | 1492–1494 |
| 31  | William Warham                                       | 1450–1532       | 1494–1502 |
| 32  | William Barnes                                       | ??–1505         | 1502–1504 |
| 33  | Christopher Bainbridge                               | um 1462–1514    | 1504–1508 |
| 34  | John Yonge                                           | um 1465–1516    | 1508–1516 |
| 35  | Cuthbert Tunstall                                    | 1474–1559       | 1516–1522 |
| 36  | John Clerk                                           | 1481/82–1541    | 1522–1523 |
| 37  | Thomas Hannibal                                      | ??–??           | 1523–1527 |
| 38  | John Taylor                                          | um 1480–1534    | 1527–1534 |
| 39  | Thomas Cromwell, 1. Earl of Essex                    | um 1485–1540    | 1534–1536 |
| 40  | Sir Christopher Hales                                | ??–1541         | 1536–1541 |
| 41  | Sir Robert Southwell                                 | um 1506–??      | 1541–1550 |
| 42  | John Beaumont                                        | ??–??           | 1550–1552 |
| 43  | Sir Robert Bowes                                     | um 1493–1555    | 1552–1553 |
| 44  | Sir Nicholas Hare                                    | um 1484–1557    | 1553–1557 |
| 45  | Sir William Cordell                                  | 1522–1581       | 1557–1581 |
| 46  | Sir Gilbert Gerard                                   | vor 1523–1593   | 1581–1594 |
| 47  | Thomas Egerton, 1. Viscount Brackley                 | 1540–1617       | 1594–1603 |
| 48  | Edward Bruce, 1. Lord Kinloss                        | 1548–1611       | 1603–1611 |
| 49  | Sir Edward Phelips                                   | ca. 1555–1614   | 1611–1614 |
| 50  | Sir Julius Caesar                                    | 1557–1636       | 1614–1636 |
| 51  | Sir Dudley Digges                                    | ca. 1583–1639   | 1636–1639 |
| 52  | Sir Charles Caesar                                   | 1590–1642       | 1639–1642 |
| 53  | John Colepeper, 1. Baron Colepeper Royalist          | ca. 1600–1660   | 1643–1660 |
| 54  | William Lenthall Parlamentarier                      | 1591–1662       | 1643–1659 |
| 55  | Sir Harbottle Grimston, 2. Baronet                   | 1603–1685       | 1660–1685 |
| 56  | Sir John Churchill                                   | ?–?             | 1685      |
| 57  | Sir John Trevor                                      | ca. 1637–1717   | 1685–1689 |
| 58  | Sir Henry Powle                                      | 1630–1692       | 1689–1693 |
| 59  | Sir John Trevor                                      | ca. 1637–1717   | 1693–1717 |
| 60  | Sir Joseph Jekyll                                    | 1663–1738       | 1717–1738 |
| 61  | Sir John Verney                                      | 1699–1741       | 1738–1741 |
| 62  | Sir William Fortescue                                | 1687–1749       | 1741–1749 |
| 63  | Sir John Strange                                     | 1696–1754       | 1750–1754 |
| 64  | Sir Thomas Clarke                                    | 1703–1764       | 1754–1764 |
| 65  | Sir Thomas Sewell                                    | ca. 1710–1784   | 1764–1784 |
| 66  | Lloyd Kenyon, 1. Baron Kenyon                        | 1732–1802       | 1784–1788 |
| 67  | Richard Arden, 1. Baron Alvanley                     | 1744–1804       | 1788–1801 |
| 68  | Sir William Grant                                    | 1752–1832       | 1801–1818 |
| 69  | Sir Thomas Plumer                                    | 1753–1824       | 1818–1824 |
| 70  | Robert Gifford, 1. Baron Gifford                     | 1779–1826       | 1824–1826 |
| 71  | John Singleton Copley, 1. Baron Lyndhurst            | 1772–1863       | 1826–1827 |
| 72  | Sir John Leach                                       | 1760–1834       | 1827–1834 |
| 73  | Charles Pepys, 1. Earl of Cottenham                  | 1781–1851       | 1834–1836 |
| 74  | Henry Bickersteth, 1. Baron Langdale                 | 1783–1851       | 1836–1851 |
| 75  | John Romilly, 1. Baron Romilly                       | 1802–1874       | 1851–1873 |
| 76  | Sir George Jessel                                    | 1824–1883       | 1873–1883 |
| 77  | William Brett, 1. Viscount Esher                     | 1817–1899       | 1883–1897 |
| 78  | Nathaniel Lindley, Baron Lindley                     | 1828–1921       | 1897–1900 |
| 79  | Richard Webster, 1. Viscount Alverstone              | 1842–1915       | 1900      |
| 80  | Archibald Levin Smith                                | 1836–1901       | 1900–1901 |
| 81  | Richard Collins, Baron Collins                       | 1842–1911       | 1901–1907 |
| 82  | Herbert Cozens-Hardy, 1. Baron Cozens-Hardy          | 1838–1920       | 1907–1918 |
| 83  | Charles Swinfen Eady, 1. Baron Swinfen               | 1851–1919       | 1918–1919 |
| 84  | William Pickford, 1. Baron Sterndale                 | 1848–1923       | 1919–1923 |
| 85  | Ernest Pollock, 1. Viscount Hanworth                 | 1861–1936       | 1923–1935 |
| 86  | Robert Wright, Baron Wright                          | 1869–1964       | 1935–1937 |
| 87  | Wilfred Greene, 1. Baron Greene                      | 1883–1952       | 1937–1949 |
| 88  | Raymond Evershed, 1. Baron Evershed                  | 1899–1966       | 1949–1962 |
| 89  | Alfred Denning, Baron Denning                        | 1899–1999       | 1962–1982 |
| 90  | John Francis Donaldson, Baron Donaldson of Lymington | 1920–2005       | 1982–1992 |
| 91  | Thomas Bingham, Baron Bingham of Cornhill            | 1933–2010       | 1992–1996 |
| 92  | Harry Woolf, Baron Woolf                             | * 1933          | 1996–2000 |
| 93  | Nicholas Phillips, Baron Phillips of Worth Matravers | * 1938          | 2000–2005 |
| 94  | Anthony Clarke, Baron Clarke of Stone-cum-Ebony      | * 1943          | 2005–2009 |
| 95  | David Neuberger, Baron Neuberger of Abbotsbury       | * 1948          | 2009–2012 |
| 96  | John Dyson, Lord Dyson                               | * 1943          | 2012–2016 |
| 97  | Sir Terence Etherton                                 | 1951–2025       | 2016–2021 |
| 98  | Geoffrey Vos                                         | * 1955          | seit 2021 |